# Халма
Халма, гальма — настольная логическая игра на квадратном поле для двух или четырёх игроков. 

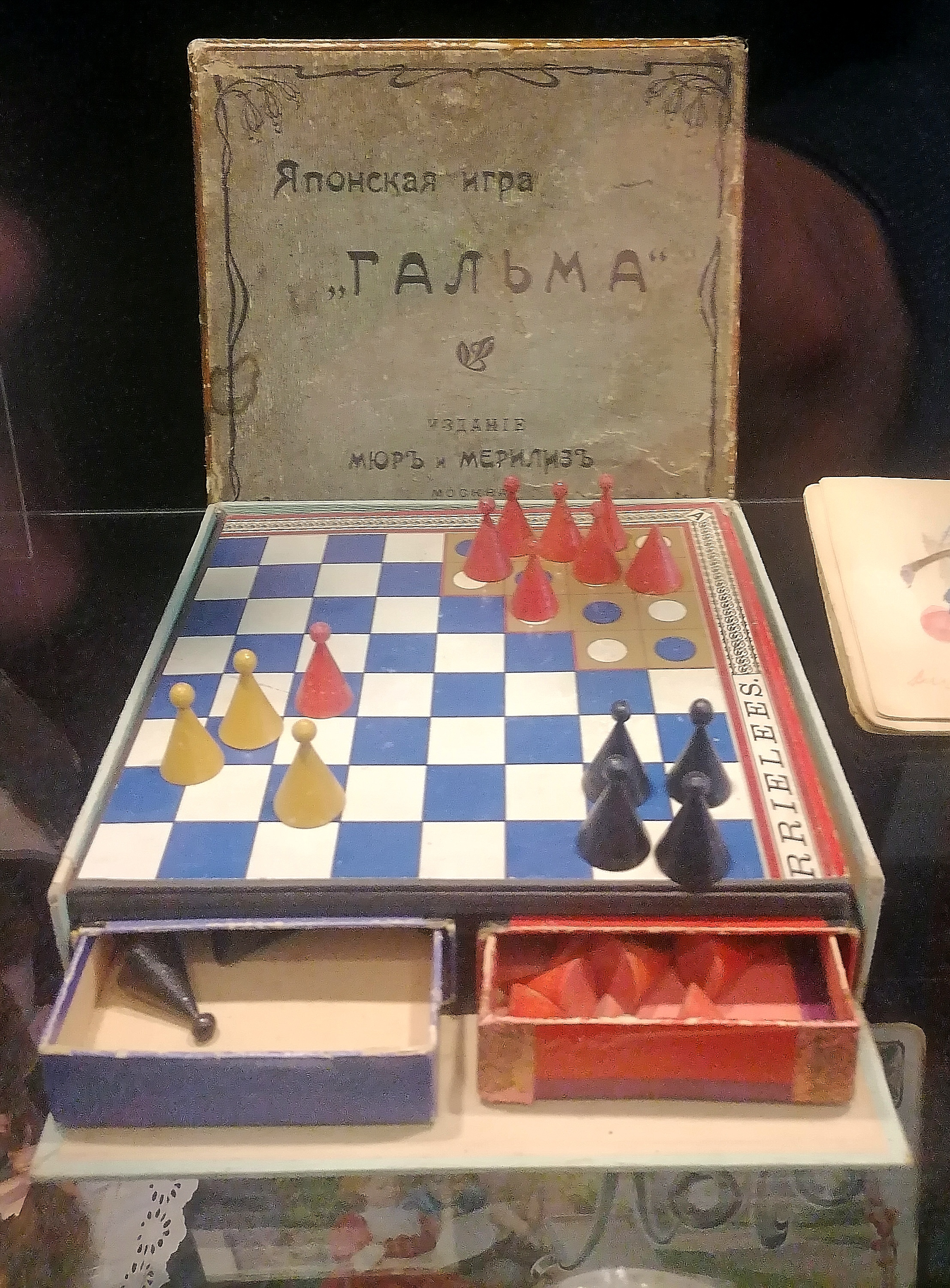
Вариант игры. Россия, начало XX века

Изначально размер игрового поля был 16×16 клеток, впоследствии появились варианты игры с полем размером 10×10 и 8×8 клеток. Количество фишек у каждого игрока составляет 19 (поле 16×16, 2 игрока), 13 (поле 16×16, 4 игрока), 15 (поле 10×10) или 10 (поле 8×8). Халма во многом имеет сходство с игрой «уголки».

Начальная позиция для 2 игроков в «Халме»

## Дом
Территория, на которой шашки занимают начальное положение (дом, он же — двор) может иметь несколько вариантов.
Шашки двух противников (по 10 для каждого для игры на доске 8×8) располагаются треугольником (1-2-3-4, где 1 шашка занимает угловую клетку) в противоположных углах. В игре уголки первоначальное расположение шашек — в виде прямоугольника 3×4, в мини-уголки — 3×3.

## Цель игры
Переместить все свои фишки во двор противника. Игрок, который заводит свои фишки во двор противника, сразу же получает победу.

## Перемещение
Ход можно делать либо перемещая фишку на соседнюю в любом направлении клетку, либо перепрыгивая неограниченное количество фишек как своих, так и чужих, каждый раз прыгая через одну фишку на пустую клетку. Существует две разновидности игры халма: диагональная и классическая. В диагональной халме можно прыгать и перемещаться по горизонтали, вертикали и диагонали. В классической халме возможность диагонального хода отсутствует.

## Ничья
Если во дворе у обоих игроков остались фишки противника, то засчитывается ничья.
В игре уголки ничья получается в случае, когда игроки заканчивают игру за равное количество ходов.

## Досрочное окончание игры
Если у каждого из игроков с начала игры количество ходов равно трёхкратному количеству фишек.
Если во дворе одного из игроков остались фишки, засчитывается его поражение.